# Crocosmia pottsii
Crocosmia pottsii är en irisväxtart som först beskrevs av John Gilbert Baker, och fick sitt nu gällande namn av Nicholas Edward Brown. Crocosmia pottsii ingår i släktet montbretior, och familjen irisväxter. Inga underarter finns listade i Catalogue of Life.